# František Skála (1956)

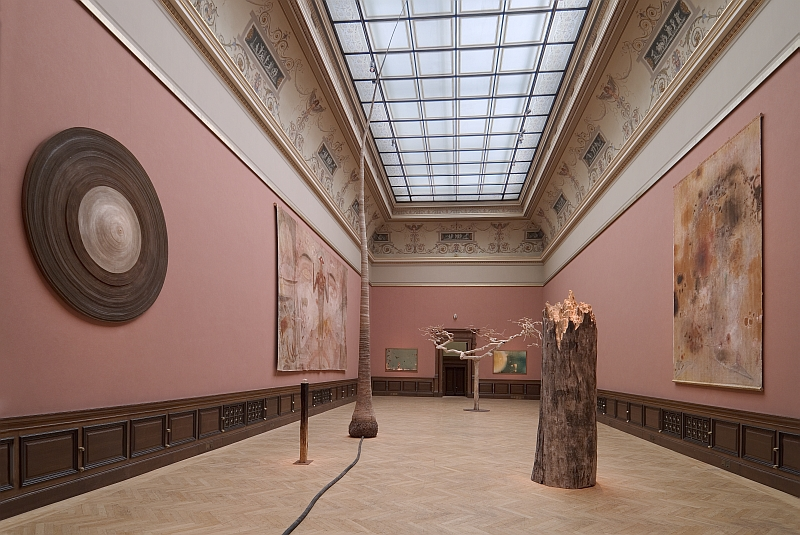
Výstava Františka Skály v Galerii Rudolfinum v roce 2004

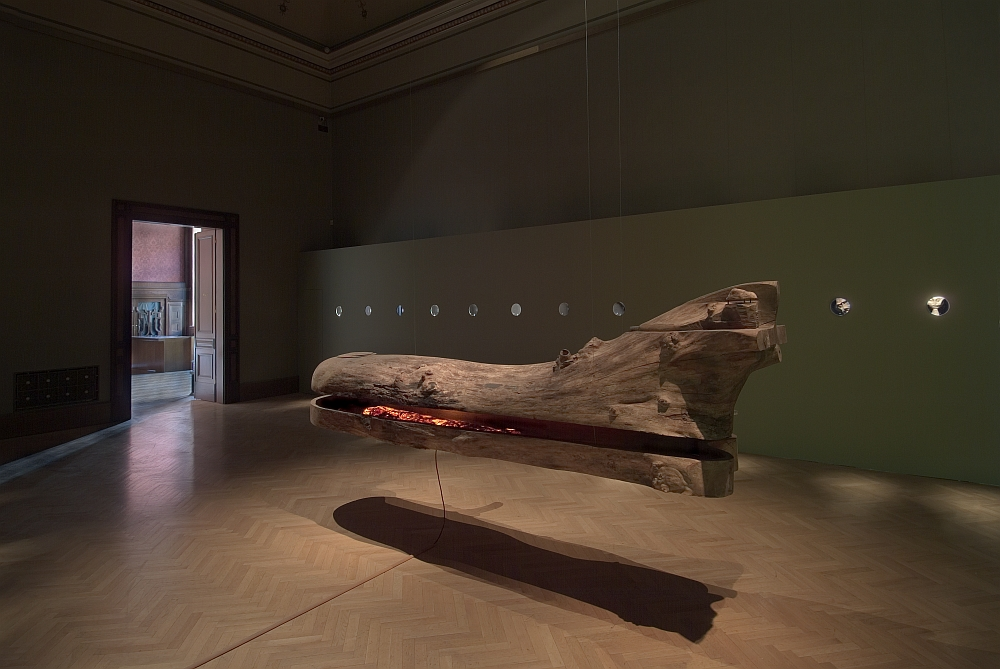
Výstava Františka Skály v Galerii Rudolfinum v roce 2004

František Skála (* 7. února 1956 v Praze) je český sochař, malíř, ilustrátor dětských knih, hudebník a tanečník.

## Kariéra
Vystudoval řezbářství na střední uměleckoprůmyslové škole v Praze (1971–1975), pak televizní a filmovou grafiku na Vysoké škole uměleckoprůmyslové v Praze (1976–1982). Člen divadla Sklep, zakládající člen skupiny Tvrdohlaví, člen tajné skupiny B. K. S. (Bude Konec Světa), komtur Řádu zelené berušky, člen několika hudebních těles (Malý Taneční Orchestr Universal Praha, Finský Barock, Tros Sketos). Nositel Ceny Jindřicha Chalupeckého (1991).
Pochází z umělecké rodiny. Jeho otec František Skála byl významný český výtvarník, matka Alena Skálová vedla soubor Chorea Bohemica. Manželka Eva Skálová vystudovala UMPRUM a je ilustrátorkou, stejně jako obě jejich děti Alžběta Skálová a František Antonín Skála.
Gejzír tvořivosti, k sochařské tvorbě používá nalezených předmětů i přírodnin. „Do roku 63 jsem vyrůstal v Karlíně. Nejstarší vzpomínka: objíždím na tříkolce park kostela Cyrila a Metoděje a nacházím předměty.“ Ze šmelcu dává dohromady mj. roztodivné kytary, z mořských řas kelp vymodeloval sérii hlav, vytvořil interiér pražského Paláce Akropolis, knižně vydal své ručně ilustrované deníky z cest.
Svým způsobem se proslavil na MFF v Karlových Varech jako člen skupiny Tros Sketos (František Skála, Jaroslav Róna, Aleš Najbrt – součást divadla Sklep) ve festivalových znělkách.
František Skála je také autorem komiksu, jenž vyšel v nakladatelství Albatros v roce 1989, nazvaného Velké putování Vlase a Brady. Seriál byl v roce 2009 v anketě webu Komiksárium vyhlášen šestým nejlepším českým komiksem všech dob. Z komiksu také vznikla loutková inscenace v divadle Minor (2007).
Ukázky z jeho volné básnické tvorby otiskla revue Babylon v roce 2024, číslo 1.

## Politika
V březnu 2017 oznámil, že chce kandidovat ve volbách prezidenta České republiky v následujícím roce. Což později v rozhovoru s Danielou Drtinovou označil za nápad okamžiku a popřel, že by se kandidovat skutečně chystal.

## Ocenění
V roce 2010 obdržel cenu Ministerstva kultury za přínos v oblasti výtvarného umění. V roce 1992 obdržel František Skála rezidenci v Headlands Center for the Arts v San Francisku, USA. Během svého pobytu vytvářel objekty z přírodních materiálů, které nazval 'Seehead' ('Hlavy duchů'), odrážející jeho hluboké spojení s přírodou.

## Dílo

### Výstavy
- 2004 Skála v Rudolfinu, Galerie Rudolfinum, Praha, 14. 10. 2004 – 2. 1. 2005, kurátor: Petr Nedoma[9]
- 2010 František Skála: Zájmová činnost, Galerie Navrátil, Praha 8, 4. březen – 25. červen 2010
- 2015 Tribal, Fait Gallery, 6. 6. 2015 – 17. 9. 2015[10]
- 2017 František Skála, Národní galerie Praha, Valdštejnská jízdárna, Praha, 10. 3. – 3. 9. 2017, kurátor: Tomas Pospiszyl[11]
- 2020 Dva roky prázdnin, Fait Gallery, Brno, 26. 2. – 25. 7. 2020, kurátor: Miroslav Ambroz[12]
- 2021 František Skála a jiné práce, kurátor: Zdeněk Freisleben, Galerie hlavního města Prahy, Dům U Kamenného zvonu, 4. 5. – 29. 8. 2021[13]
- 2023 František Skála - Obrazy, Galerie města Loun ve Vrchlického divadle, 16. listopad 2023 – 31. březen 2024.[14]
- 2025 František Skála: Abstractio per naturam, Trafo Gallery, Praha 7, kurátor: Tomáš Pospiszyl, 6. června – 25. července 2025[15]

### Knihy
- Velké putování Vlase a Brady, 1989 – komiks
- František Skála, 2004
- Šark, 2004
- Praha - Venezia 1993, cestovní deníky, 2005, 2011
- Jak Cílek Lídu našel, 2006
- Skutečný příběh Cílka a Lídy, 2007
- Headlands / Země hlav, 2012

### Hudební nahrávky
- Debut, 2021[16]
- Pojď se mnou děvče mé, 2021, s dechovou hudbou Provodovjané[16]

### Sochy
- Špion – abstraktní bronzová plastika v Opavě